# Traian Băsescu
Traian Băsescu (* 4. studenog 1951. u Murfatlaru), rumunjski je političar i bivši predsjednik Rumunjske.

## Školovanje i usavršavanje
- 1976. diplomirao na Pomorskom institutu u Constanți za zapovjednika broda.

## Politička karijera
- 1991. do 1992. ministar prometa
- 1996. do 2000. ministar prometa
- 2000. do 2004. gradonačelnik Bukurešta
- 2004. do 2014. predsjednik Rumunjske

## Privatno
Oženjen je i otac jedne kćeri; Elene Băsescu koja je zastupnica u Europskom parlamentu.
Govori engleski.